# شهرستان جانگوآ
شهرستان جانگوا (چینی: 彰化縣) کوچکترین شهرستان به‌لحاظ مساحت در تایوان است.
این شهرستان ۱٫۳ نفر جمعیت دارد و پرجمعیت‌ترین شهرستانِ تایوان محسوب می‌شود.

## مقدمه
شهرستان چانگ‌هوا (به چینی: 彰化縣) یکی از شهرستان‌های واقع در جزیره تایوان است. این شهرستان در بخش مرکزی تایوان واقع شده و به خاطر فرهنگ غنی، تاریخ پربار و جاذبه‌های طبیعی خود شناخته شده است. چانگ‌هوا به عنوان یک منطقه اقتصادی مهم، به کشاورزی، صنعت و گردشگری معروف است.

## جغرافیا
شهرستان چانگ‌هوا در شمال با شهرستان میائولی (Miaoli City)، در شرق با شهرستان نانتو (Nantou City) و در جنوب با شهرستان یوانلین (Yuanlin) هم‌مرز است. این شهرستان در ساحل غربی تایوان قرار دارد و دارای مناظر طبیعی متنوعی از جمله دشت‌های وسیع و کوه‌های کوچک است.

## تاریخ
تاریخ چانگ‌هوا به دوره‌های پیش از استعمار بازمی‌گردد. این منطقه در قرن هفدهم میلادی به تدریج تحت تأثیر فرهنگ چینی قرار گرفت. با گذشت زمان، چانگ‌هوا به عنوان یک مرکز فرهنگی و اقتصادی مهم در تایوان شناخته شد. بناهای تاریخی متعددی از جمله معابد و ...

## جاذبه‌های گردشگری
چانگ‌هوا جاذبه‌های طبیعی و فرهنگی زیادی دارد، از جمله:
چانگهوا (Changhua County) در تایوان، جاذبه‌های گردشگری متنوعی دارد که ترکیبی از تاریخ، فرهنگ، طبیعت و مذهب را ارائه می‌دهد. در زیر برخی از مهم‌ترین جاذبه‌های این منطقه آورده شده است:
۱. مجسمه بزرگ بودای چانگهوا Changhua Great Buddha
این مجسمه عظیم بودا که در معبد Baguashan قرار دارد، یکی از نمادهای اصلی شهر چانگهوا است. این مجسمه ۲۲ متر ارتفاع دارد و در بالای تپه‌ای قرار گرفته که چشم‌اندازی زیبا از شهر و اطراف آن ارائه می‌دهد.
۲. معبد کنفوسیوس چانگهوا Changhua Confucius Temple
این معبد یکی از قدیمی‌ترین و مهم‌ترین معابد کنفوسیوس در تایوان است. معماری سنتی چینی و فضای آرام آن، این مکان را به یک مقصد فرهنگی و تاریخی مهم تبدیل کرده است.
۳. پارک ملی بگواشان Baguashan Scenic Area
این پارک ملی در نزدیکی مجسمه بزرگ بودا قرار دارد و مکانی عالی برای پیاده‌روی، دوچرخه‌سواری و لذت بردن از طبیعت است. همچنین، این پارک دارای یک چرخ‌و‌فلک بزرگ است که چشم‌اندازهای زیبایی از شهر ارائه می‌دهد.
۴. دهکده فرهنگی لوکا Lukang Historic Area
لوکا یکی از قدیمی‌ترین شهرهای تایوان است و به خاطر معماری سنتی، معابد قدیمی و خیابان‌های باریک و پرپیچ‌و‌خم خود معروف است. برخی از جاذبه‌های مهم این منطقه شامل معبد Longshan و معبد Mazu است.
۵. موزه هنر چانگهوا Changhua Arts Museum
این موزه به نمایش آثار هنری معاصر و سنتی تایوانی اختصاص دارد و مکانی عالی برای علاقه‌مندان به هنر و فرهنگ است.
۶. پل شیلو Xiluo Bridge
این پل قدیمی که بر روی رودخانه Jhuoshui قرار دارد، یکی از جاذبه‌های تاریخی و معماری چانگهوا است. این پل در شب با نورپردازی زیبا، منظره‌ای خیره‌کننده ایجاد می‌کند.
۷. مزرعه گل چانگهوا Changhua Flower Farm
این مزرعه گل مکانی زیبا برای بازدید در فصل بهار است و انواع گل‌های رنگارنگ را به نمایش می‌گذارد. این مکان برای عکاسی و لذت بردن از طبیعت ایده‌آل است.
۸. معبد تیانژون Tianzhong Temple
این معبد یکی از معابد مهم بودایی در چانگهوا است و به خاطر معماری زیبا و فضای روحانی خود شناخته می‌شود.
۹. جشنواره‌های محلی
چانگهوا میزبان جشنواره‌های متعددی در طول سال است که شامل جشنواره‌های مذهبی، فرهنگی و هنری می‌شود. این جشنواره‌ها فرصتی عالی برای تجربه فرهنگ محلی و سنت‌های تایوانی هستند.
```
۱) جشنواره مازو 
Mazu Festival
```

زمان: معمولاً در بهار (مارس تا مه) برگزار می‌شود.
توضیحات: مازو، الهه دریا و محافظ ماهی‌گیران و دریانوردان، یکی از مهم‌ترین خدایان در فرهنگ تایوانی است. جشنواره مازو در چانگهوا، به ویژه در شهر تاریخی لوکا Lukang، با مراسم‌های پرجنب‌وجوش، رژه‌های خیابانی و تشریفات مذهبی همراه است. این جشنواره یکی از بزرگ‌ترین رویدادهای مذهبی در تایوان است.
```
۲) جشنواره فانوس 
Lantern Festival
```

زمان: همزمان با جشن فانوس در سراسر تایوان، معمولاً در فوریه یا مارس.
توضیحات: این جشنواره به مناسبت پایان سال نو چینی برگزار می‌شود. در چانگهوا، فانوس‌های رنگارنگ در معابد و خیابان‌ها آویزان می‌شوند و مراسم رها کردن فانوس‌های آسمانی نیز انجام می‌گیرد. این جشنواره نمادی از امید و آرزوهای خوب برای سال جدید است.
```
۳) جشنواره اژدها قایق‌رانی 
Dragon Boat Festival
```

زمان: معمولاً در ژوئن برگزار می‌شود.
توضیحات: این جشنواره به مناسبت یادبود شاعر مشهور چینی، چو یوآن Qu Yuan، برگزار می‌شود. مسابقات قایق‌رانی اژدها در رودخانه‌های محلی چانگهوا، همراه با غذاهای سنتی مانند بانگ تانگ Zongzi، از ویژگی‌های اصلی این جشنواره هستند.
```
۴) جشنواره گل چانگهوا 
Changhua Flower Festival
```

زمان: معمولاً در بهار (مارس تا آوریل).
توضیحات: این جشنواره به مناسبت شکوفه‌دهی گل‌ها در مزارع گل چانگهوا برگزار می‌شود. بازدیدکنندگان می‌توانند از مناظر زیبای گل‌ها لذت ببرند و در فعالیت‌های فرهنگی و هنری شرکت کنند.
```
۵) جشنواره فرهنگ و هنر لوکا 
Lukang Culture and Arts Festival
```

زمان: معمولاً در پاییز (اکتبر تا نوامبر).
توضیحات: این جشنواره در شهر تاریخی لوکا برگزار می‌شود و بر فرهنگ، هنر و تاریخ غنی این منطقه تمرکز دارد. برنامه‌های این جشنواره شامل نمایشگاه‌های هنری، اجراهای موسیقی سنتی، کارگاه‌های آموزشی و تورهای تاریخی است.
```
۶) جشنواره نورپردازی چانگهوا 
Changhua Light Festival
```

زمان: معمولاً در زمستان (دسامبر تا ژانویه).
توضیحات: این جشنواره با نورپردازی‌های خلاقانه و نمایش‌های نورانی در سراسر شهر چانگهوا برگزار می‌شود. این رویداد جذاب، گردشگران زیادی را به خود جذب می‌کند.
```
۷) جشنواره برداشت محصول 
Harvest Festival
```

زمان: معمولاً در پاییز (سپتامبر تا اکتبر).
توضیحات: این جشنواره به مناسبت برداشت محصولات کشاورزی برگزار می‌شود و شامل مراسم سنتی، رقص‌های محلی و نمایش‌های فرهنگی است. همچنین، غذاهای محلی و محصولات تازه کشاورزی در این جشنواره عرضه می‌شوند.
```
۸) جشنواره معبد تیانژون 
Tianzhong Temple Festival
```

زمان: تاریخ دقیق آن بر اساس تقویم قمری چینی متغیر است.
توضیحات: این جشنواره مذهبی در معبد تیانژون برگزار می‌شود و شامل مراسم نیایش، رژه‌های مذهبی و فعالیت‌های فرهنگی است.
```
۹) جشنواره موسیقی و رقص محلی 
Folk Music and Dance Festival
```

زمان: در طول سال در زمان‌های مختلف برگزار می‌شود.
توضیحات: این جشنواره به نمایش موسیقی و رقص‌های سنتی تایوانی اختصاص دارد و فرصتی برای تجربه فرهنگ بومی چانگهوا است.
```
۱۰) جشنواره غذاهای محلی چانگهوا 
Changhua Local Food Festival
```

زمان: در طول سال در زمان‌های مختلف برگزار می‌شود.
توضیحات: این جشنواره بر غذاهای خیابانی و محلی چانگهوا تمرکز دارد. بازدیدکنندگان می‌توانند طعم‌های منحصربه‌فردی مانند لوکا مئات (Lukang Mee)، نان پیازی لوکا (Lukang Onion Pancake) و دسرهای سنتی تایوانی را تجربه کنند.
۱۰. غذاهای محلی
چانگهوا به خاطر غذاهای خیابانی لذیذ و متنوع خود معروف است. برخی از غذاهای محلی که باید امتحان کنید شامل گوآ باوو Gua bao، نان پیازی لوکا Lukang Onion Pancake و دسرهای سنتی تایوانی هستند.
چانگهوا با ترکیبی از جاذبه‌های تاریخی، فرهنگی و طبیعی، مقصدی جذاب برای گردشگران است که به دنبال تجربه‌ای متفاوت از تایوان هستند.

## اقتصاد
اقتصاد چانگ‌هوا به طور عمده بر مبنای کشاورزی و صنایع وابسته به آن است. این منطقه به تولید محصولات کشاورزی مانند برنج، میوه‌ها و سبزیجات معروف است. همچنین صنایع محلی شامل تولید مصنوعات سنتی و هنرهای دستی نیز در این شهرستان فراوان است.

## فرهنگ
فرهنگ چانگ‌هوا تحت تأثیر تاریخ، مذاهب و شیوه‌های زندگی متنوعی شکل گرفته است. .

## نتیجه‌گیری
شهرستان چانگ‌هوا با تاریخ پربار، جاذبه‌های گردشگری و فرهنگ غنی خود یکی از مقاصد جذاب در تایوان به شمار می‌آید و نقش مهمی در توسعه اقتصادی و فرهنگی جزیره دارد.